# Santranges
Santranges – miejscowość i gmina we Francji, w Regionie Centralnym, w departamencie Cher.
Według danych na rok 1990 gminę zamieszkiwało 390 osób, a gęstość zaludnienia wynosiła 16 osób/km² (wśród 1842 gmin Regionu Centralnego Santranges plasuje się na 764. miejscu pod względem liczby ludności, natomiast pod względem powierzchni na miejscu 513.).